# Wendell Logan
Wendell Morris Logan (* 24. November 1940 in Thomson (Georgia); † 15. Juni 2010 in Oberlin (Ohio)) war ein US-amerikanischer Jazz-Musiker (Klarinette, Sopransaxophon), Komponist und Hochschullehrer.
Wendell Logan wuchs in Thomson, Georgia auf und hatte Unterricht bei seinem Vater, einem Amateur-Saxophonisten. Er spielte zunächst Trompete und Sopransaxophon, gelegentlich mit dem ebenfalls aus Thomson stammenden James Brown. Später erwarb er den Bachelor an der Florida A&M University, wo er erstmals Igor Stravinskys Der Feuervogel hörte, was ihn bewog, Komposition zu studieren. Anschließend erwarb er den Master in Komposition an der Southern Illinois University Carbondale und den Doktorgrad in Musiktheorie und Komposition an der University of Iowa. Danach war er an den Fakultäten der Ball State University, Florida A&M University und der Western Illinois University tätig. 1973 holte ihn Emil Danenberg an das Oberlin College, wo er 1989 eine Jazz-Abteilung aufbauen konnte; außerdem leitete er das aus Studenten und Alumni bestehende Jazz-Ensemble der Hochschule. Im Laufe seiner Karriere war er auch an der University of California at Berkeley tätig und spielte mit dem Black Music Repertory Ensemble und der Chicago Sinfonietta.
Im Jahr 2001 wurde Logans größere Komposition Doxology Opera: The Doxy Canticles in Chicago uraufgeführt; das Libretto schrieb Paul Carter Harrison. Seine Kompositionen sind von Blues, Spirituals und europäischer Klassik beeinflusst; er schrieb u. a. eine Oper, ein Requiem und über 200 weitere Werke, u. a. Arbeiten, die mit Preisen des Guggenheim Fellowship (1991), der American Academy of Arts and Letters, der National Endowment for the Arts und der American Society of Composers, Authors and Publishers unterstützt wurden.